# Tratado de La Mabilais
O Tratado de La Mabilais é um acordo de paz assinado em 20 de abril de 1795 na mansão de La Mabilais, em Rennes, entre os Chouans e a República Francesa.

## Contexto
A partir de finais de 1794, as autoridades da República optaram por uma política de pacificação, liderada nomeadamente pelos generais Hoche (Exército das Costas de Brest) e Canclaux (Exército do Oeste) e pelo representante em missão em Nantes Albert Ruelle. Já em fevereiro de 1795, foi alcançado um acordo essencial: o Tratado de La Jaunaye (17 de fevereiro), assinado somente pelos revolucionários.

## O Tratado de La Mabilais
Está assinado:
- Lado Chouan: Cormatin, Chantreau, Solihac, Boishardy, de la Roiterie, Busnel, Bellevue, Geslin, Gourlet, Guignard le Jeune, Jarry, Terrien, Lefaivre, Demeaulne, Defils the Elder, L'Hermite, Lambert, Lantivy, de Nantois, Gaubert de la Nourais e Dufour;
- Lado republicano por Ruelle e Guczno, Defermon, Corbel, Guermeur, Chaillon, Lanjuinais.[2]

## Rescaldo do tratado
Em 2 de maio, o chefe da Vendeia, Stofflet assinou o Tratado de Saint-Florent-le-Vieil.
No entanto, a paz de La Mabilais foi quebrada em 27 de maio de 1795, com a prisão de Cormatin e de todos os líderes chouan não signatários, por ordem de Hoche. Um mês depois ocorreu a expedição Quiberon.